# Manoir de Tréhardet
Le manoir de Tréhardet est un édifice situé à Bignan, en France.

## Localisation
Le manoir est situé sur le territoire de la commune de Bignan, au lieu-dit Tréhardet, dans le département du Morbihan, en région Bretagne.

## Description
Faisant face à un logis, la galerie fait partie d'un manoir et date probablement du XVIe siècle. La façade sur cour est constituée de colonnes (au rez-de-chaussée) et de pans de bois. Le rez-de-chaussée servait de remise, surtout pour les chevaux, tandis que l'étage, qui a conservé une cheminée monumentale, était habité. Le bâtiment, dont la couverture a été endommagée lors de la tempête de 1987, sert de réserve à bois et de porcherie. Ce bâtiment est situé à la limite du château de Kerguéhennec.

## Historique
Le manoir est inscrit partiellement (la galerie, les façades et toitures du logis secondaire) au titre des monuments historiques par arrêté du 28 novembre 1989.